# 国立療養所宮古南静園
国立療養所宮古南静園（こくりつりょうようしょみやこなんせいえん、National Sanatorium Miyako Nanseien）は、沖縄県宮古島市に位置する国立ハンセン病療養所。厚生労働省所管の施設等機関である。

## 沿革
- 1931年3月7日 - 沖縄県立宮古保養院として創立。
- 1933年10月6日 - 内務省に移管、臨時国立宮古療養所となる。
- 1941年7月1日 - 厚生省に移管、国立宮古南静園と改称。
- 1945年3月 - 数度にわたる空襲をうけ、本年一年で110名の犠牲者を出す。
- 1946年1月 - 琉球列島米国軍政府の管轄となる。
- 1952年4月1日 - 琉球政府創立と同時に琉球政府に移管。
- 1972年5月15日 - 沖縄復帰に伴い厚生省に移管、国立療養所宮古南静園と改称。
- 1996年4月1日 - 「らい予防法」廃止。「らい予防法の廃止に関する法律」施行。
- 2001年1月6日 - 厚生省は労働省と合併、厚生労働省となる。
- 2009年4月1日 - 「ハンセン病問題の解決の促進に関する法律」が施行。

## 施設
- 入院定床：94床（医療法定床：138床）
- 建物：延べ面積：17,451 m2
- 納骨堂：遺族が引き取らない遺骨を納める納骨堂がある。全体がトラバーチンでできている。

## 診療

### 標榜診療科
- 内科
- 外科
- 皮膚科
- 眼科
- 耳鼻咽喉科
- 歯科

### 外来診療
- 皮膚科
- 内科

## 住所
沖縄県宮古島市島尻888

### アクセス
【タクシーでお越しの方】
宮古空港からタクシーで約20分。（料金は約2,200円程）
【バスでお越しの方】
宮古空港にて「平良港向け」のバスに乗車 → 平良港にて下車。
平良港にて「池間一周線」に乗り換え → 「南静園」にて下車。